# Meiuros
Ein Meiuros (altgriechisch μείουρος ‚stutzschwänzig‘) ist in der antiken griechischen Verslehre ein „verkürzter“ daktylischer Hexameter, bei dem als vorletztes Element statt eines Longum (lange Silbe) ein Breve (kurze Silbe) steht. Man hat also als metrisches Schema
—◡◡—◡◡—◡◡—◡◡—◡◡◡×
statt des normalen Hexameters
—◡◡—◡◡—◡◡—◡◡—◡◡—×